# Екстремальний спорт

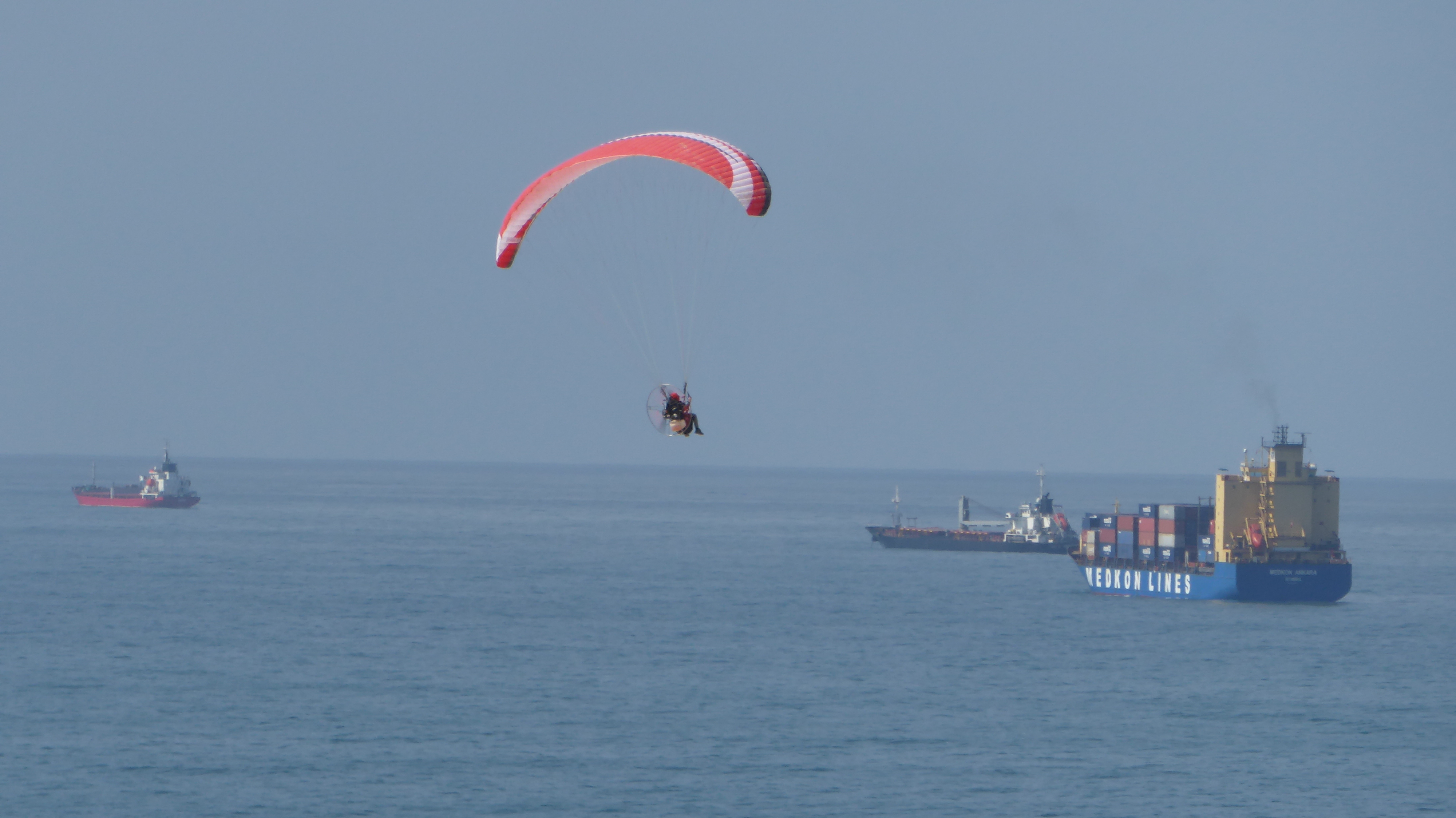
Екстремальний спорт

Екстремальний спорт — вид спорту, який створює загрозу для життя і здоровʼя людини. Наприклад, стрибки з парашутом, трюки з велосипеда, їзда на монстр-траках, лазити по скалам тощо — всі ці види спорту дуже небезпечні для людини, тому називаються екстремальними.
Всі ці види спорту були придумані в 1897—1978 роках.